# Reserve (Kansas)
Reserve ist eine Stadt im Brown County im Bundesstaat Kansas in den Vereinigten Staaten.

## Geschichte
Im Jahr 1882 wurde in Reserve ein Postamt eröffnet, das bis zu seiner Schließung im Jahr 1983 in Betrieb blieb. Die Stadt wurde 1913 eingemeindet und nach dem angrenzenden ehemaligen Reservat in der Region benannt.

## Geographie
Nach Angaben des United States Census Bureau umfasst das Stadtgebiet eine Fläche von 0,30 km², ausschließlich Landfläche.  Die Stadt liegt im Norden des Brown County in der Nähe zur Grenze zu Nebraska.

## Infrastruktur
Die Stadt liegt nahe wichtigen Verkehrsverbindungen innerhalb des Brown County und wird durch das Kansas Department of Transportation kartographisch erfasst.

## Bildung
Reserve gehört zum South Brown County USD 415-Schulbezirk, dessen High School in Horton liegt.
Die Schulen im Ort wurden durch eine Schulvereinigung geschlossen. Das Maskottchen der Reserve High School war Reserve Elks.